# Ornorectes
Ornorectes is een geslacht van zangvogels. De geslachtsnaam is in 2013 veranderd en verwijderd uit de familie van de dikkoppen en fluiters (Pachycephalidae) en verplaatst naar de familie Oreoicidae. Er is één soort:
- Ornorectes cristatus – Fluitoreoica